# Alfonso Albert García
Alfonso Albert García   (Torrent, 22 de maig de 1973) és un jugador de bàsquet valencià ja retirat. Mesura 2.11 m i la seva posició a la pista és la de pivot.
Es va formar a les categories inferiors del CB Torrent. Quan tenia disset anys, el 1990, va passar al Club Joventut Badalona, on va continuar formant-se fins debutar a la Lliga ACB la temporada 1991-1992, a més de combinar la seva activitat al CB Sant Josep, de la mateixa població. El 1994 va formar part de l'equip que va proclamar-se campió d'Europa.
Posteriorment va passar a l'Ourense, el Pamesa València i el Leche Río Breogán. A banda de les categories espanyoles, va tenir experiències a l'estranger: el 2003 va fitxar pel Kolossos, un equip de Grècia. Durant la seva estada, el 2005 va donar positiu per nandrolona, una substància considerada de dopatge, que podria haver estat causada per un medicament que se li va subministrar per tractar l'osteoporosi que patia de feia anys.
El 2011 entrenava l'Alginet de la Lliga EBA.

## Palmarès
Amb el Joventut de Badalona va guanyar una lliga ACB (91-92), una lliga europea (93-94) i una Copa del Rei (96-97). Mentre pertanyia al club verd-i-negre va ser medalla de bronze a Ljubljana amb la selecció espanyola sub22 a l'Eurobasket de 1994. Amb el Pamesa València va guanyar una Copa del Rei (97-98).